# Простір петель
Простір петель — конструкція у топології, особливо важлива у теорії гомотопії.

## Означення
Нехай {\displaystyle (X,x_{0})} є топологічним простором із виділеною точкою. Нехай {\displaystyle C([0,1],X)} є простором усіх неперервних функцій {\displaystyle w:[0,1]\rightarrow X}, із компактно-відкритою топологією. Простором петель {\displaystyle (X,x_{0})} називається підпростір
{\displaystyle \Omega (X,x_{0}):=\{w\in C([0,1],X)\,\mid \,w(0)=w(1)=x_{0}\}}
з топологією підпростору.
Еквівалентно можна розглянути одиничне коло {\displaystyle S^{1}} із деякою виділеною точкою {\displaystyle s_{0}} і тоді задати
{\displaystyle \Omega (X,x_{0}):=\{w\in C(S^{1},X)\,\mid \,w(s_{0})=x_{0}\}}
Елементами простору {\displaystyle \Omega (X,x_{0})} є замкнуті контури {\displaystyle w} із початковою та кінцевою точкою {\displaystyle x_{0}}.
Простір петель {\displaystyle \Omega (X,x_{0})} є топологічним простором із виділеною точкою, за яку можна взяти петлю {\displaystyle k:S^{1}\rightarrow X,k(t)=x_{0}} для всіх {\displaystyle t\in S^{1}}.
Іноді також розглядається вільний простір петель, який є аналогом для просторів без виділеної точки. Такий простір часто позначається {\displaystyle {\mathcal {L}}X} і за означенням є множиною усіх неперервних відображень із {\displaystyle S^{1}} у {\displaystyle X} із компактно-відкритою топологією.

## Простір петель як функтор
Якщо {\displaystyle (X,x_{0})} і {\displaystyle (Y,y_{0})} є топологічними просторами із виділеними точками і {\displaystyle f:(X,x_{0})\rightarrow (Y,y_{0})} є неперервним відображенням, воно породжує неперервне відображення між просторами петель
{\displaystyle \Omega f:\Omega (X,x_{0})\rightarrow \Omega (Y,y_{0}),w\mapsto f\circ w}.
Якщо {\displaystyle (Z,z_{0})} є третім топологічним простором із виділеною точкою і {\displaystyle g:(Y,y_{0})\rightarrow (Z,z_{0})} є неперервним відображенням то
{\displaystyle \Omega (g\circ f)=\Omega g\circ \Omega f}.
Таким чином одержується функтор на категорії топологічних просторів із виділеною точкою.

## Гомотопії та фундаментальні групи
Гомотопією між двома петлями {\displaystyle v,w\in \Omega (X,x_{0})} називається неперервне відображення
{\displaystyle H:[0,1]\times [0,1]\rightarrow X}, для якого
{\displaystyle H(s,0)=v(s)}   для всіх {\displaystyle s\in [0,1]}
{\displaystyle H(s,1)=w(s)}   для всіх {\displaystyle s\in [0,1]}
{\displaystyle H(0,t)=H(1,t)=x_{0}} для всіх {\displaystyle t\in [0,1]}
Можна уявити, що петлі {\displaystyle v=H(\cdot ,0)} і {\displaystyle w=H(\cdot ,1)} за допомогою відображення {\displaystyle H(\cdot ,t)} постійно «деформуються» одна в іншу. Остання з вищезазначених умов забезпечує, що всі {\displaystyle H(\cdot ,t)} також є петлями з виділеною точкою {\displaystyle x_{0}}. Такі гомотопії, які фіксують виділену точку топологічного простору називаються також точковими гомотопіями.
Гомотопія між петлями — відношення еквівалентності, множина класів еквівалентності на {\displaystyle \Omega (X,x_{0})} позначається {\displaystyle \pi _{1}(X,x_{0})}. Клас еквівалентності петлі {\displaystyle w} позначається {\displaystyle [w]} і називається класом гомотопії.
Якщо задано дві петлі {\displaystyle v,w\in \Omega (X,x_{0})}, для них можна дати означення добутку {\displaystyle v*w}, як петлі, яка спочатку пробігає петлю {\displaystyle v}, а потім {\displaystyle w}. Точніше
{\displaystyle (v*w)(t)={\begin{cases}v(2t)&t\in [0,{\textstyle {\frac {1}{2}}}]\\w(2t-1)&t\in [{\textstyle {\frac {1}{2}}},1]\end{cases}}}.
Цей добуток сумісний з гомотопією петель, індукує добуток на множині {\displaystyle \pi _{1}(X,x_{0})} класів гомотопії: {\displaystyle [v]*[w]:=[v*w]}. Разом із цим добутком {\displaystyle \pi _{1}(X,x_{0})} є групою, яка називається фундаментальною групою для {\displaystyle (X,x_{0}).} Нейтральним елементом цієї групи є {\displaystyle [k]}, клас гомотопії постійної петлі.

## Зв'язок із редукованою надбудовою
За означенням редукована надбудова {\displaystyle \Sigma (X,x_{0})} топологічного простору із виділеною точкою {\displaystyle (X,x_{0})} є фактор-простором
{\displaystyle \Sigma (X,x_{0})=(X\times [0,1])/(X\times \{0\}\cup X\times \{1\}\cup \{x_{0}\}\times [0,1])}.
Нехай {\displaystyle q:X\times [0,1]\rightarrow \Sigma (X,x_{0})} позначає відображення на фактор-простір і образ підпростору {\displaystyle X\times \{0\}\cup X\times \{1\}\cup \{x_{0}\}\times [0,1]} є виділеною точкою у {\displaystyle \Sigma (X,x_{0})}.
Якщо {\displaystyle (Y,y_{0})} є ще одним топологічним простором із виділеною точкою то для неперервного відображення
{\displaystyle f:\Sigma (X,x_{0})\rightarrow (Y,y_{0})}
одержується неперервне відображення
{\displaystyle f\circ q:X\times [0,1]\rightarrow Y}
і також неперервне відображення
{\displaystyle {\tilde {f}}:(X,x_{0})\rightarrow \Omega (Y,y_{0}),\,({\tilde {f}}(x))(t):=(f\circ q)(x,t),\quad x\in X,t\in [0,1]}.
Оскільки образами {\displaystyle (x,0)} і {\displaystyle (x,1)} при відображенні {\displaystyle q} є виділена точка у {\displaystyle \Sigma (X,x_{0})} і {\displaystyle f} є відображенням просторів із виділеною точкою, то {\displaystyle (f\circ q)(x,0)=(f\circ q)(x,1)=y_{0}}, тобто {\displaystyle {\tilde {f}}(x)} є елементом простору петель {\displaystyle \Omega (Y,y_{0})}.
Таким чином існує бієктивне відображення
{\displaystyle C(\Sigma (X,x_{0}),(Y,y_{0}))\rightarrow C((X,x_{0}),\Omega (Y,y_{0})),\,f\mapsto {\tilde {f}}}.
у категорії топологічних просторів із виділеною точкою це відображення є сумісним із точковими гомотопіями, і тому індукує бієкцію між множинами класів гомотопії. У цьому сенсі функтори {\displaystyle \Omega } і {\displaystyle \Sigma } є спряженими. Цей зв'язок між функторами простору петель і редукованої надбудови часто називають двоїстістю Екмана — Хілтона. 
Аналогічно функтор вільного простору петель є правим спряженим до функтора добутку топологічного простору із простором {\displaystyle S^{1}}.
Додатково також оскільки редукована надбудова завжди є асоціативним H'-простором із оберненими елементами (в сенсі гомотопії), а простір петель є асоціативним H-простором із оберненими елементами (в сенсі гомотопії), то на класах гомотопій {\displaystyle \left[\Sigma (X,x_{0}),(Y,y_{0})\right]}  і {\displaystyle [(X,x_{0}),\Omega (Y,y_{0})]} можна задати стандартні групові структури і тоді породжена бієкція між цими множинами також є ізоморфізмом груп.
Важливим частковим випадком є коли {\displaystyle (X,x_{0})=(S^{n},s_{0})} тобто є n-гіперсферою із виділеною точкою. Тоді за означенням {\displaystyle \left[\Sigma (X,x_{0}),(Y,y_{0})\right]} є гомотопічною групою {\displaystyle \pi _{n}(Y,y_{0})}, а редукована надбудова {\displaystyle \Sigma (S^{n},s_{0})} є гомеоморфною гіперсфері {\displaystyle (S^{n+1},s_{0})}. Тому із попереднього випливає для будь якого простору із виділеною точкою  {\displaystyle (Y,y_{0})} ізоморфізм:
{\displaystyle \pi _{n}(Y,y_{0})\simeq \pi _{n-1}(\Omega (Y,y_{0}))}.